# Camponotus yessensis
Camponotus yessensis är en myrart som beskrevs av Keizo Yasumatsu och Brown 1951. Camponotus yessensis ingår i släktet hästmyror, och familjen myror. Inga underarter finns listade.